# 鹿児島県道22号谷山伊作線
鹿児島県道22号谷山伊作線（かごしまけんどう22ごう たにやまいざくせん）は、鹿児島県鹿児島市から日置市に至る県道（主要地方道）である。

## 概要
笹貫陸橋交差点から錫山バイパス入口交差点までは鹿児島県道20号鹿児島加世田線と重複する。

### 路線データ
- 起点：鹿児島県鹿児島市東谷山1丁目（笹貫陸橋交差点、国道225号交点、鹿児島県道20号鹿児島加世田線上）
- 終点：鹿児島県日置市吹上町中原（中原交差点、国道270号交点、鹿児島県道294号湯之浦伊作停車場線上）
- 経路：Google マップ
- 陸上距離：19.895 km[1]

## 歴史
- 1954年（昭和29年）4月1日 - 鹿児島県告示第246号の5により県道谷山伊作線として認定される[2]。
- 1993年（平成5年）5月11日 - 建設省から、県道谷山伊作線が谷山伊作線として主要地方道に指定される[3]。

## 路線状況

### 重複区間
- 鹿児島県道20号鹿児島加世田線（鹿児島市東谷山1丁目・笹貫陸橋交差点（起点） - 鹿児島市下福元町）
- 鹿児島県道291号松元川辺線（鹿児島市中山町 - 日置市吹上町与倉）
- 鹿児島県道294号湯之浦伊作停車場線（日置市吹上町湯之浦・小牧交差点 - 日置市吹上町中原・中原交差点（終点））

## 地理

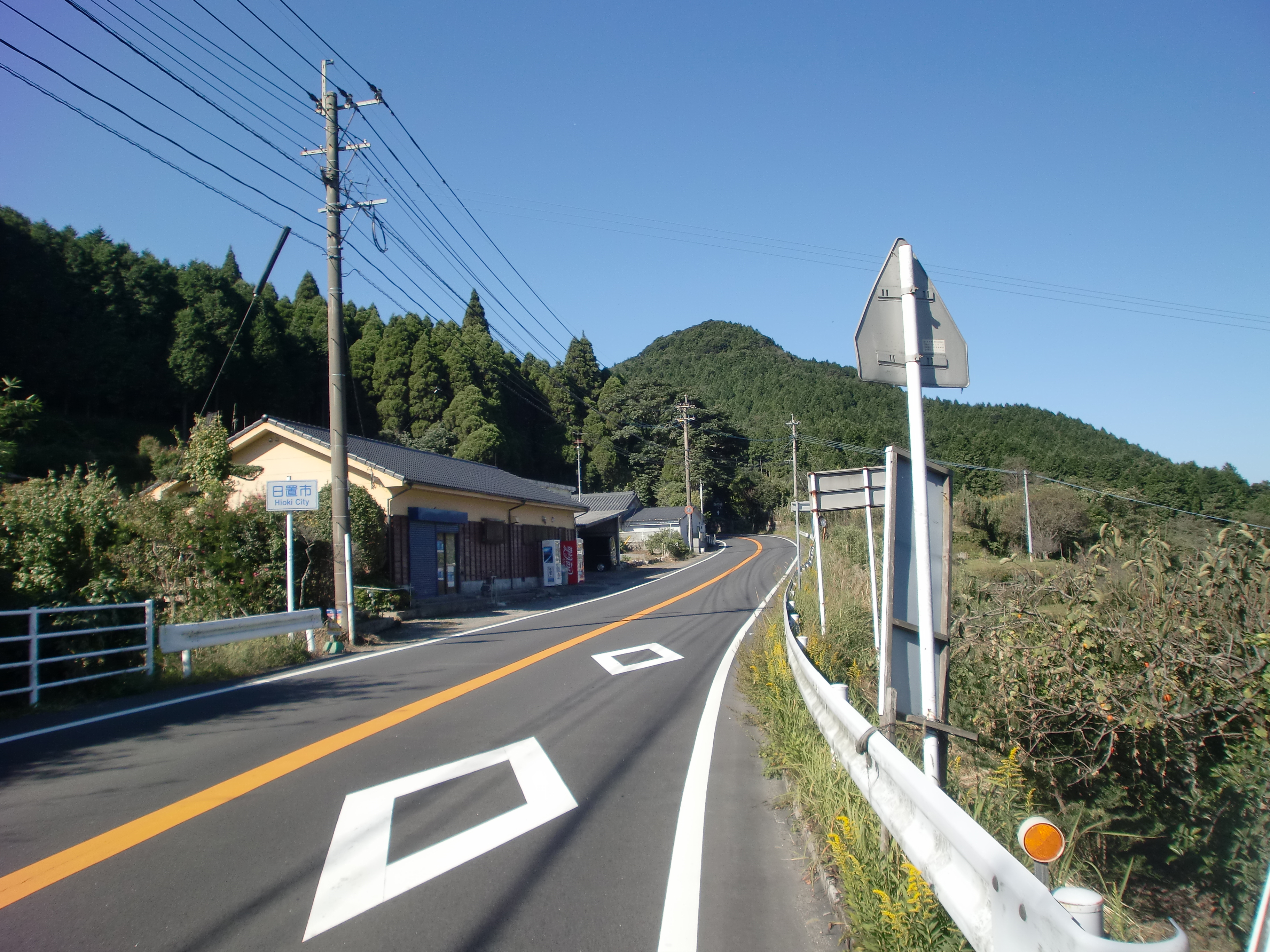
伊作峠（鹿児島市-日置市境）

### 通過する自治体
- 鹿児島市
- 日置市

### 交差する道路
| 交差する道路                                                                          | 市町村名 | 交差する場所 | 交差する場所          |
| ------------------------------------------------------------------------------------- | -------- | ------------ | --------------------- |
| 国道225号 鹿児島県道20号鹿児島加世田線 重複区間起点                                   | 鹿児島市 | 東谷山1丁目  | 笹貫陸橋交差点 / 起点 |
| 鹿児島県道210号小山田谷山線                                                           | 鹿児島市 | 西谷山1丁目  | 愛の聖母園前交差点    |
| 鹿児島県道17号指宿鹿児島インター線 / 指宿スカイライン 鹿児島県道219号玉取迫鹿児島港線 | 鹿児島市 | 上福元町     | 谷山IC                |
| 鹿児島県道20号鹿児島加世田線 重複区間終点                                             | 鹿児島市 | 下福元町     |                       |
| 鹿児島県道291号松元川辺線 重複区間起点                                                | 鹿児島市 | 中山町       |                       |
| 鹿児島県道291号松元川辺線 重複区間終点                                                | 日置市   | 吹上町与倉   |                       |
| 鹿児島県道294号湯之浦伊作停車場線 重複区間起点                                        | 日置市   | 吹上町湯之浦 | 小牧交差点            |
| 国道270号 鹿児島県道294号湯之浦伊作停車場線 重複区間終点                              | 日置市   | 吹上町中原   | 中原交差点 / 終点     |

### 交差する鉄道
- 指宿枕崎線

### 沿線
- 鹿児島県立鹿児島南高等学校